# Большие Кушовы
 Большие Кушовы — деревня в Кировской области. Входит в состав муниципального образования «Город Киров»

## География
Расположена на расстоянии примерно 8 км по прямой на северо-запад от железнодорожного вокзала станции Киров.

## История
Известна с 1671 года как Починок Ивашка Черемисинова с 1 двором, в 1764 28 жителей, в 1802 11 дворов. В 1873 году здесь  (деревня Ивана Черимисинова или Кушовы большие) дворов 7 и жителей 67, в 1905 (Ивана Черемискова или Большие Кушевы) 13 и 105, в 1926 (Большие Кушовы или Ивана Черемисина) 22 и 97, в 1950 20 и 77, в 1989 17 постоянных жителей. Настоящее название утвердилось с 1939 года. Административно подчиняется Октябрьскому району города Киров.

## Население
Постоянное население составляло 21 человек (русские 95%) в 2002 году, 16 в 2010.